# 最上進
最上 進（もがみ すすむ、1941年7月23日 - 2015年4月15日）は、日本の政治家、参議院議員（2期）。

## 経歴

### 生い立ち
1941年7月23日、父・佐藤勇（運輸省官僚、月島倉庫株式会社副社長）と母・俊子の長男として誕生。
東京都立小山台高等学校卒業後、慶應義塾大学法学部政治学科へ進学。卒業後、同大学院へ進み、在学中より伯母・参議院議員最上英子（実母・俊子の姉）の第一秘書を務める。
1963年最上政三（立憲民政党所属代議士）、英子夫妻の養子となる。

### 政治活動
1967年群馬県議会議員選挙に立候補。25歳の全国最年少及び県下最多得票にて当選。学生県議として話題になり注目される。1971年群馬県議会議員2期目当選。
1974年第10回参議院議員通常選挙群馬地方区に自由民主党公認で立候補。現職の佐田一郎を下し当選。
1978年第1次大平内閣時、法務省政務次官。1980年第12回参議院議員通常選挙（衆参同日選挙）に自由民主党公認で2度目の立候補。福田赳夫の実弟・福田宏一と競うが、社会党に僅差で議席を明け渡す。
1983年第13回参議院議員通常選挙に自由民主党公認で3度目の立候補、当選。自民は2議席独占。1983年参議院外務委員長に就任。1989年第15回参議院議員通常選挙に自由民主党公認で4度目の立候補。消費税初導入による自民党への反発の煽りを受け落選。
1993年第40回衆議院議員総選挙に、群馬3区から無所属で立候補するが落選。1995年群馬県知事選挙に無所属で立候補するが落選。1996年第41回衆議院議員総選挙に、群馬2区から自由連合公認で立候補するが落選。
2011年秋の叙勲で旭日重光章受章。
2015年4月15日、病気のため群馬県高崎市の自宅で死去、73歳。死没日をもって従四位に叙される。
参議院議員としては法務政務次官、外務委員長を歴任。元群馬県議会議員の佐藤國雄は実弟。